# جرفیشریت
جرفیشریت (انگلیسی: Djerfisherite) یک کانی قلیایی مس-آهن سولفید و عضوی از گروه جرفیشریت است. ترکیب شیمیایی آن تا حدودی متغیر است. یک مطالعه روسی در سال ۱۹۷۹ روی جرفیشریت از شبه جزیره کولا فرمول K
6Na(Fe,Cu)
24S
26Cl را برای آن پیدا کرد، اما مطالعه‌ای در سال ۲۰۰۷ روی نمونه‌هایی از سیبری هیچ سدیم قابل تشخیصی پیدا نکرد و اعلام کرد که فرمول K
6(Fe,Cu,Ni)
25S
26Cl برای آن مناسب‌ترین است.
هر دو مطالعه بلورشناسی، دارای ۵۸ اتم در واحد سلول هستند. اتم‌های گوگرد در سه مکان غیر معادل، حاوی ۱۲، ۶ و ۸ اتم در واحد سلول قرار دارند. مطالعه بعدی یک اتم مس را در جایی که مطالعه قبلی یک اتم سدیم قرار داده بود قرار داد. داده‌های بیشتر در مورد ساختار و موضوعات دیگر این سنگ و همچنین مدل‌های سه‌بعدی از آن در دسترس است.
نوع محل آن شهاب‌سنگ کوتا-کوتا (شهاب سنگ ماریمبا) در مالاوی است. این سنگ اولین بار در سال ۱۹۶۶ توصیف شد و به نام  دانیل جروم فیشر (۱۸۹۶–۱۹۸۸)، از دانشگاه شیکاگو نامگذاری شد. از شهاب‌سنگ‌ها، ذخایر گرم‌آبی مس نیکل، اسکارن، پگماتیت، کیمبرلیت‌ها و مجتمع‌های نفوذی قلیایی گزارش شده‌است. کانی‌های مرتبط شامل کانی‌های کاماسیت، ترویلیت، شرایبرزیت، کلینو انستاتیت، تری دیمیت، کریستوبالیت، دابرلیت، گرافیت، روددریت، آلاباندیت، تالناکیت، پنتلاندیت، کالکوپیریت، مگنتیت، والرییت، اسفالریت و پلاتین هستند.